# Veltheimia
Veltheimia é um género botânico pertencente à família Asparagaceae.

## Taxonomia
O género foi descrito por Johann Gottlieb Gleditsch e publicado em Hist. Acad. Roy. Sci. (Berlin) 25: 66. 1771.

## Espécies
- Veltheimia bracteata Harv. ex Baker
- Veltheimia capensis (L.) DC.